# Brian Barron
Brian Munro Barron MBE (Bristol, 28 de abril de 1940 – St. Ives, 16 de setembro de 2009) foi um correspondente de guerra e editor de política externa da BBC News britânica.
Durante uma carreira de cinco décadas, ele relatou em muitos grandes eventos mundiais, incluindo o fim do domínio britânico em Adem, a Guerra do Vietnã, os Conflito na Irlanda do Norte, em 1991 a Guerra do Golfo, e a Guerra do Iraque em 2003. Ele também foi presenteado pela Royal Television Society com o prêmio de Repórter do Ano em 1980, e também com o Prémio Internacional de Informação pelo seu trabalho na América Latina. Ele foi premiado com a Ordem do Império Britânico pelos seus serviços de radiodifusão em 2006.